# Alpioniscus cervinus
Alpioniscus cervinus là một loài chân đều trong họ Trichoniscidae. Loài này được Verhoeff miêu tả khoa học năm 1931.